# Lactobacillus satsumensis
Lactobacillus satsumensis è una specie di batterio appartenente alla famiglia delle Lactobacillaceae.